# William Alston
William Alston (29 de novembro de 1921 - 13 de setembro de 2009) foi um filósofo norte-americano, professor emérito da Universidade de Syracuse, tendo realizado contribuições influentes em filosofia da linguagem, epistemologia e filosofia cristã.
Em trabalho conjunto com Alvin Plantinga, Nicholas Wolterstorff, e Robert Adams, fundou o jornal Fé e Filosofia.